# Герб Торре-де-Монкорву
Ге́рб Торре-де-Монкорву — офіційний символ містечка Торре-де-Монкорву, Португалія. Використовується як територіальний герб. У золотому щиті синя вежа з золотими вікнами і брамою. На кренеляжі другого поверху сидять два круки натурального кольору, обренені до центру. Щит увінчує срібна мурована містечкова корона з чотирма вежами.  Під щитом біла стрічка, на якій великими літерами напис португальською: «vila de Torre de Moncorvo» (містечко Торре-де-Монкорву).  Офіційно затверджений 27 квітня 1935 року.  

## Галерея

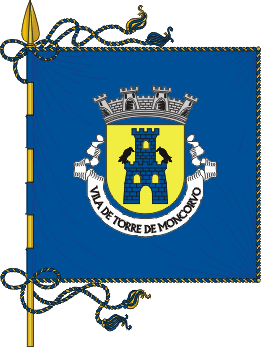
Прапор